# Drymaria leptophylla
Drymaria leptophylla är en nejlikväxtart som först beskrevs av Adelbert von Chamisso och Schltdl., och fick sitt nu gällande namn av Edward Fenzl och Paul Rohrbach. 
Drymaria leptophylla ingår i släktet Drymaria och familjen nejlikväxter.

## Underarter
Arten delas in i följande underarter:
- D. l. cognata
- D. l. nodosa